# Le Pâquier, Fribourg
Le Pâquier är en ort och kommun i distriktet Gruyère i kantonen Fribourg, Schweiz. Kommunen hade 1 390 invånare (2023).
Orten kallas även Le Pâquier-Montbarry för att undvika förväxling med orter med samma namn.